# Амвракія (озеро)
Амвракія (грец. Αμβρακία) — прісноводне озеро в Західній Греції.
Розташоване між містами Агрініо і Амфілохія. Озеро має форму трикутника, круті західні береги і мілководні північну частину.

## Походження
Виникло озеро внаслідок тектонічних рухів земної кори. Належить до карстових озер.